# Sjöslaget vid Falklandsöarna
Sjöslaget vid Falklandsöarna var en sjöslag under första världskriget mellan Storbritannien och Tyskland den 8 december 1914.
Efter den tyska segern i sjöslaget vid Coronel samlade britterna i hemlighet betydande sjöstridskrafter till de sydamerikanska farvattnen för att förgöra de handelsförstörande tyska kryssarna. Den brittiska eskadern bestod av slagkryssarna HMS Invincible och HMS Inflexible, pansarkryssarna HMS Carnarvon, HMS Cornwall och HMS Kent,  hjälpkryssaren HMS Macedonia, samt de lätta kryssarna HMS Bristol och HMS Glasgow. Den 7 december hade den brittiska eskadern under befäl av amiral Doveton Sturdee anlänt till basen på Falklandsöarna, där de omedelbart startat att fylla på kol. Om morgonen 8 december dök oväntat den tyska eskadern under befäl av amiral Maximilian von Spee upp utanför inloppet till den brittiska basen utan vetskap om överlägsenheten hos där befintliga fartyg. De brittiska fartygen upptog omedelbart jakten på de såväl i fråga om fart som bestyckning underlägsna tyska kryssarna. Efter en hjältemodig kamp sänktes Scharnhorst, Gneisenau, Nürnberg och Leipzig med större delen av sina besättningar. Endast kryssaren Dresden lyckades undkomma. Efter detta sjöslag uppnådde britterna obestritt herravälde över världshaven.